# Faddějevskij

Satelitní fotografie: Poloostrov Faddějevskij se jeví jako ostrov, ale vlevo na něj navazuje nízká Bungeho země

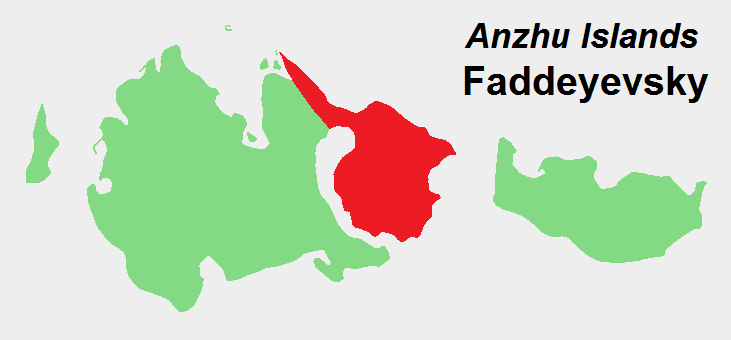
Faddějevskij vyznačen na mapě ostrova Kotělnyj

Poloostrov Faddějevskij (rusky полуостров Фаддеевский – poluostrov Faddějevskij) je poloostrov tvořící východní část ostrova Kotělnyj, jednoho z Novosibiřských ostrovů na severu Ruské federace. Má plochu přibližně 5 300 čtverečních kilometrů a byl původně považován za samostatný ostrov, dokud výprava Alexandra Bungeho a Eduarda Tolla neobjevila v roce 1886 Bungeho zemi, rozsáhlou a nízkou písčitou plošinu leckdy zaplavenou mořem, která spojuje poloostrov Faddějevskij s druhou vysokou částí Kotělného na západě. Jako samostatný ostrov Faddějevskij původně objevil v roce 1805 Jakov Sannikov, který jej pojmenoval po místním lovci kožešin.